# ماريانو خوسيه دي لارا
ماريانو خوسيه دي لارا إيه سانشيث دي كاسترو (بالإسبانية: Mariano José de Larra) شاعر وصحفي وسياسي إسباني، وُلد في مدريد في 24 مارس عام 1809. هو ابن رجل ليبرالي كان منفيًا. كان واحدًا من أهم الممثلين لتيار الرومانسية في إسبانيا. اكتسب شهرته بوصفه كاتب مقالات، وتميز بالشخصية المرحة واللطيفة. وعلى الرغم من نجاحه في عمله، إلا أنه كان قد انتحر في الخامسة والعشرين من عمره بطلق ناري في الرأس من أجل امرأة. اشتهر لارا بوصفه كاتبًا صحفيًا، ولكنه في الوقت نفسه كان يكتب في الأنواع الأدبية الأخرى مثل الشعر تحت لواء الكلاسيكية الجديدة. كان شعره يتميز بالسخرية مثلما ظهر في تهكم ضد رزائل البلاط الملكي، و كتب أيضًا في المسرح، والرواية، حيث كانت روايته التاريخية شباب إنريكي المتألم عام 1834.

## أعماله المقالية
كتب لارا أكثر من مائتي مقالة تحت اسم مستعار مثل المتكلم الغلبان وفيجارو. وكانت تنقسم إلى ثلاثة أنواع: الأول، مقالات تلقي بالضور على بعض التقاليد والروتين، حيث سخر لارا من الحياة الإسبانية وكان يشعر بحزن كبير على بلاده. ومن أبرز أعماله في هذا النوع عُد حضرتك غدًا، حيث كان يسخر من المكاتب الحكومية، إضافة إلى بعض الأعمال مثل مصارعة الثيران والقشتالي الفظ. والثاني كانت المقالات الأدبية، حيث عكس تعليمه الفرنسي، الذي فصله تمامًا عن الذوق الكلاسيكي الجديد، وقد انعكس ذلك في مقالاته الأدبية حيث انتقد الأعمال الرومانسية في ذلك الوقت. والثالث هي المقالات السياسية التي كانت تعكس تعليمه الليبرالي، مع مقالات معادية للحكم المطلق والمتسلط.

## وصلات خارجية
- ماريانو خوسيه دي لارا على موقع IMDb (الإنجليزية)
- ماريانو خوسيه دي لارا على موقع الموسوعة البريطانية (الإنجليزية)
- ماريانو خوسيه دي لارا على موقع ديسكوغز (الإنجليزية)